# Джермантаун (Теннессі)
Джермантаун (англ. Germantown) — місто (англ. city) в США, в окрузі Шелбі штату Теннессі. Населення — 41 333 особи (2020).

## Географія
Джермантаун розташований за координатами 35°4′55″ пн. ш. 89°46′57″ зх. д. / 35.08194° пн. ш. 89.78250° зх. д. (35.081957, -89.782584).  За даними Бюро перепису населення США в 2010 році місто мало площу 51,81 км², з яких 51,73 км² — суходіл та 0,08 км² — водойми.

## Демографія
Згідно з переписом 2010 року, у місті мешкали 38 844 особи в 14 910 домогосподарствах у складі 11 650 родин. Густота населення становила 750 осіб/км².  Було 15536 помешкань (300/км²).
Расовий склад населення:
| - 89,5 % — білих - 5,2 % — азіатів - 3,6 % — чорних або афроамериканців - 0,2 % — корінних американців |

До двох чи більше рас належало 1,1 %. Частка іспаномовних становила 1,9 % від усіх жителів.
За віковим діапазоном населення розподілялося таким чином: 24,1 % — особи молодші 18 років, 59,8 % — особи у віці 18—64 років, 16,1 % — особи у віці 65 років та старші. Медіана віку мешканця становила 45,7 року. На 100 осіб жіночої статі у місті припадало 93,8 чоловіків;  на 100 жінок у віці від 18 років та старших — 90,8 чоловіків також старших 18 років.
Середній дохід на одне домашнє господарство  становив 144 293 долари США (медіана — 109 464), а середній дохід на одну сім'ю — 163 971 долар (медіана — 123 577). Медіана доходів становила 89 052 долари для чоловіків та 60 599 доларів для жінок. За межею бідності перебувало 4,6 % осіб, у тому числі 5,7 % дітей у віці до 18 років та 3,6 % осіб у віці 65 років та старших.
Цивільне працевлаштоване населення становило 18 428 осіб. Основні галузі зайнятості: освіта, охорона здоров'я та соціальна допомога — 26,8 %, фінанси, страхування та нерухомість — 12,5 %, науковці, спеціалісти, менеджери — 12,1 %.